# マグノン
マグノン（英: magnon）は、結晶格子中の電子のスピンの構造を量子化した準粒子である。一方、結晶格子中での原子やイオンの振動を量子化した準粒子は、フォノンという。量子力学における波の描像では、マグノンはスピン波を量子化したものと見なすことができる。準粒子として、マグノンは一定の量のエネルギーと格子運動量を運搬する。プランク定数を2πで割ったディラック定数のスピンを持つ。

## 研究の歴史
- 1930年にフェリックス・ブロッホによって、強磁性体の自発磁化が減少する現象を説明するために導入された。
- その後、量子化されたスピン波の量子理論は、Theodore Holstein and Henry Primakoff (1940) やフリーマン・ダイソン (1956) によって発展させられた。彼らは第二量子化の形式を用いることで、マグノンがボース＝アインシュタイン統計に従い、弱く相互作用する準粒子であることを示した。
- 1957年にはバートラム・ブロックハウスがフェライト相中の非弾性中性子散乱を用いて、実験的に直接検出した。それ以来、マグノンは強磁性体、フェリ磁性体、反強磁性体の中で検出されている。
- マグノンがボース＝アインシュタイン統計に従うという事実は、1960年代から1980年代に、マグノンからの光散乱実験によって確認された。

## マグノニクス
磁石材料の内部には情報を伝達するキャリアがあり、マグノンを制御する試みは、低消費電力かつサブテラヘルツ領域の素子への応用が期待される。